# سيدا (مفصليات)
السيدا (الاسم العلمي: Sida) هي جنس من المفصليات يتبع الفصيلة السيداوية من رتبة مضاعفات الدرقة.

## أنواع السيدا
- سيدا طويل الأذن (الاسم العلمي:Sida aurita)
- سيدا كريستالي (الاسم العلمي:Sida crystallina)